# قهستان

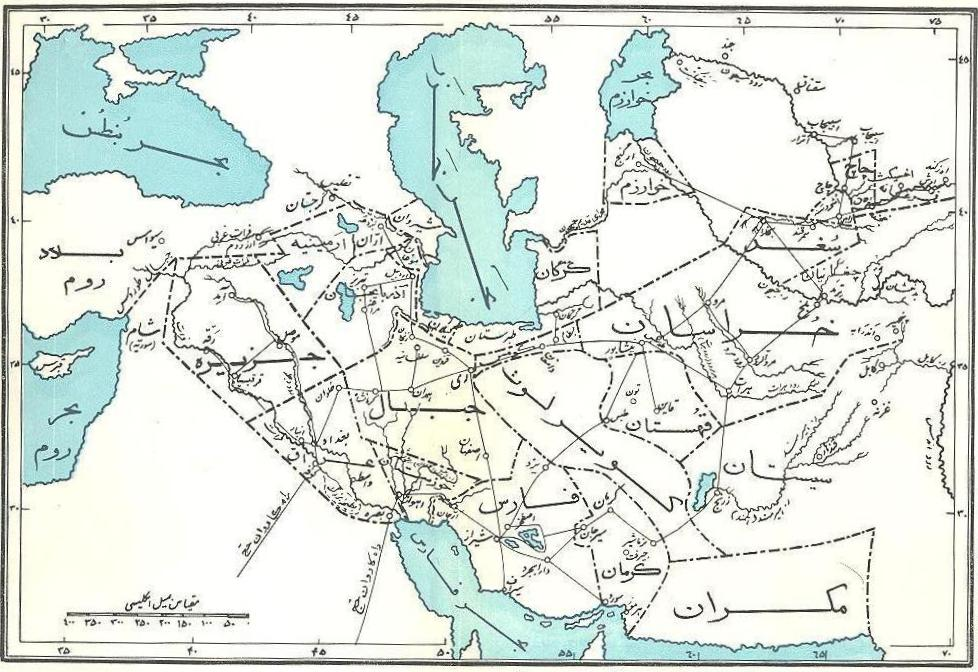
خريطة تظهر موقع «قهستان» في العهد العباسي - لي سترانج.

قُهستان (أو قوهستان) هو اسم لعدة مواقع جبلية في بلاد فارس.
ذكر صاحب معجم البلدان أن قوهستان تعريب لكلمة كوهستان، ومعناه موضع الجبال لأن كوه هو الجبل بالفارسية، وقال أن أكثر بلاد العجم لا يخلو عن موضع يقال له: قوهستان.
لكنه حدد سلسلة جبلية معينة قال إنها تشتهر بهذا الاسم وقال أن «أحد أطرافها متصل بنواحي هراة ثم يمتد في الجبال طولا حتى يتصل بقرب نهاوند وهمدان وبروجرد». وقيل أيضا أن قهستان تشير تحديدا إلى منطقة جنوب خراسان.
و ذكر كتاب تاريخ الخلفاء للسيوطي أن المسلمين سيطروا عليها في زمن معاوية بن أبي سفيان سنة 50 للهجرة.[بحاجة لمصدر]